# 荒砥站
荒砥站（日语：／ Arato eki */?）是位於山形縣西置賜郡白鷹町大字荒砥甲，山形鐵道的花長井線車站（終點站）。
站內鄰接花長井線的車廠，設置了6輛YR－880形。

## 歷史
- 1923年（大正12年）4月22日 - 長井線鮎貝至此站之間開通，此站啟用。
- 1981年（昭和56年）3月10日 - 結束貨物起卸業務。
- 1987年（昭和62年）4月1日：伴隨國鐵分割民營化，車站由東日本旅客鐵道（JR東日本）營運[1]。
- 1988年（昭和63年）10月25日：山形鐵道接管長井線，成為山形鐵道花長井線車站。
- 2002年（平成14年） - 被選為東北車站百選之一。

## 車站構造
車站是一座地面車站，設有1面1線的單式月台。此站是職員配置車站（早上和晚間，以及星期六、日及假日沒有車站職員當值）。此站設有售票處（營業時間9:00至18:00，星期六、日及假日休息）。

## 車站周邊
此站距離位於山岳的荒砥中心約2至3分鐘車程
- 白鷹町公所
- 最上川橋樑（日语：最上川橋梁）（在明治時期貴重的雙沃倫桁架橋，被選為土木學會選獎土木遺產。）
- 長井警署（日语：長井警察署）白鷹東駐在所
- 荒砥郵局
- 山形縣立荒砥高等學校（日语：山形県立荒砥高等学校）
- 山形銀行（日语：山形銀行）荒砥分店
- 閃光銀行（日语：きらやか銀行）荒砥分店、鮎貝分店（同一店鋪）
- 山形中央信用組合（日语：山形中央信用組合）荒砥分店
- 國道287號（日语：国道287号）
- 國道348號（日语：国道348号）
- 山交巴士（日语：山交バス (山形県)）荒砥站巴士站（於荒砥站前）前往山形市政廳前、長井市政廳前（星期六、日和假日暫停服務）
  - 隨著山交巴士荒砥車廠關閉，在2013年4月1日起，山形市政廳前～長井市政廳前之間的巴士路線，途經荒砥站的走線改變。另外，長井市政廳前～荒砥站之間的班次只有早上和黃昏數個班次。此外，原來在荒砥站前巴士站（於國道287號）仍然存在，山形～長井之間的路線兩個方向都是停靠在同一巴士站。
- MaxValu（日语：イオン東北）白鷹店
- 米利家居中心（日语：コメリ）白鷹店
- 藥王堂（日语：薬王堂）山形白鷹店
- 鶴羽藥品（日语：ツルハドラッグ）白鷹店

## 使用狀況
以下為1日平均乘車人次變化
| 乘車人次變化 | 乘車人次變化      |
| 年度         | 一日平均 乘車人次 |
| ------------ | ----------------- |
| 1997         | 427               |
| 1998         | 407               |
| 1999         | 312               |
| 2000         | 280               |
| 2001         | 262               |
| 2002         | 258               |
| 2003         | 244               |
| 2004         | 245               |
| 2005         | 230               |
| 2006         | 218               |
| 2007         | 214               |
| 2008         | 208               |
| 2009         | 195               |
| 2010         | 200               |
| 2011         | 199               |
| 2012         | 191               |
| 2013         | 173               |
| 2014         | 166               |
| 2015         | 161               |
| 2016         | 158               |
| 2017         | 157               |

## 其他
- 此站被選為東北車站百選之一，理由是「在2003年4月翻新開幕的新車站大樓」。
- 在車站大樓內，設有民俗資料館的空間。

## 相鄰車站
山形鐵道
花長井線
四季之鄉－荒砥

## 注腳
1. ↑  『交通年鑑 昭和63年版』 交通協力會，1988年3月。
2. ↑  山形縣統計年鑑

## 外部連結
- 國土地理院地圖參閲服務 （页面存档备份，存于） - 荒砥站周邊的1/25000地形圖 （页面存档备份，存于）（日語）